# わっしょい百万夏まつり
わっしょい百万夏まつり（わっしょいひゃくまんなつまつり）とは、福岡県北九州市小倉北区で毎年夏に行われる、北九州市を代表する祭り。例年9月の第3土曜日および日曜日の2日間行われる。

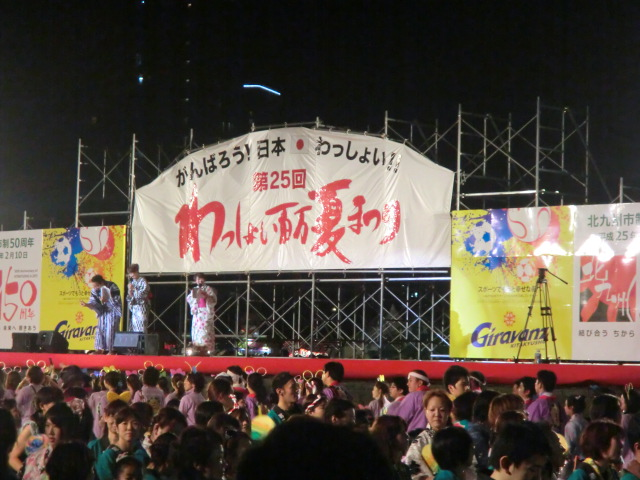
百万踊りの様子

## 概要
北九州市発足および政令指定都市移行10周年にあたる1973年（昭和48年）から社団法人北九州青年会議所が開催していた「まつり北九州」を前身とし、1988年（昭和63年）の市制・政令市25周年を記念して「わっしょい百万夏まつり」が始められた。
例年150万人を超える観客が市内や県内外から訪れる。現在の実行母体は北九州市、北九州商工会議所、北九州青年会議所等で構成する「わっしょい百万夏まつり振興会」である。毎年祭りのテーマが設定されており、2023年（令和5年）のテーマは「笑顔咲く～希望あふれる市民のまつり～」だった。祭りの総予算は1億円前後であり、大半が企業や市民からの協賛金である。
北九州市は5つの市が合併して成立したため「旧5市意識」があるとされ、その垣根を取り払って市民の心を1つに合わせることを開始当初のコンセプトとしていた。
2020年は新型コロナウイルス感染拡大に伴い、史上初の延期となり、11月14日にオンラインで開催された。翌2021年は9月5日にオンラインで開催された。
2022年は開催期間を8月6日・7日の2日間として有観客での開催を実施。2023年は開催期間を3日間として開催された。

## 夏まつり大集合
市内各地区を代表する祭りが一堂に会する。
- 門司大里電照山笠
- 小倉祇園太鼓
- 曽根神幸祭
- 若松五平太ばやし
- 八幡東ねぶた
- 黒崎祇園山笠
- 戸畑祇園大山笠
- 特別参加（オープニングアクト）

### 備考
- 戸畑祇園大山笠は、「わっしょい百万夏まつりに参加することで、わっしょいに観客が流れ、戸畑祇園へ来なくなっている」という意見や、2週連続になるため担ぎ手の確保が十分にできないことなどから、参加しなかった時期があった。市制40周年である2003年（平成15年）からは参加を継続している。北九州市もそれ以降、戸畑祇園により多くの観客が来るよう、取り組みを強化した。
- 開催地のお膝元である小倉祇園太鼓は、2007年（平成19年）の夏まつり大集合に不参加となった。2006年（平成18年）に、祇園太鼓の元締め側とわっしょい祭り側との間でトラブルが生じ、祇園太鼓側が「自粛」する形となったもの[6]。
- 小倉南区は、区を代表する大きな祭りがなかったが、文政2年（1819年）に始まり、弐百年以上の歴史を持つ「曽根の神幸祭」が参加することとなった。

## 百万踊り
地元企業や市民団体約10,000人が参加する大規模な踊り。事前に市内各地で踊りの講習会が開催されているほか、各職場毎に練習を行って祭りに備える。衣装は各職場が用意する。
テーマソングは長らく日野美歌の歌う『燃えろみんなの北九州』一曲であったが、2012年（平成24年）からは新曲『いいっちゃええっちゃ北九州』が製作され、夏祭りで踊られた。作曲者は北九州市出身の大内義昭で、2013年（平成25年）から公式に導入される。

## わっしょいYOSAKOI北九州
高知のよさこい祭りを源流とする、YOSAKOIを開催。2003年（平成15年）から開始され、地元企業の団体や、同好会、学生団体などが参加し、年々参加団体が増加している。

## 花電車と花自動車

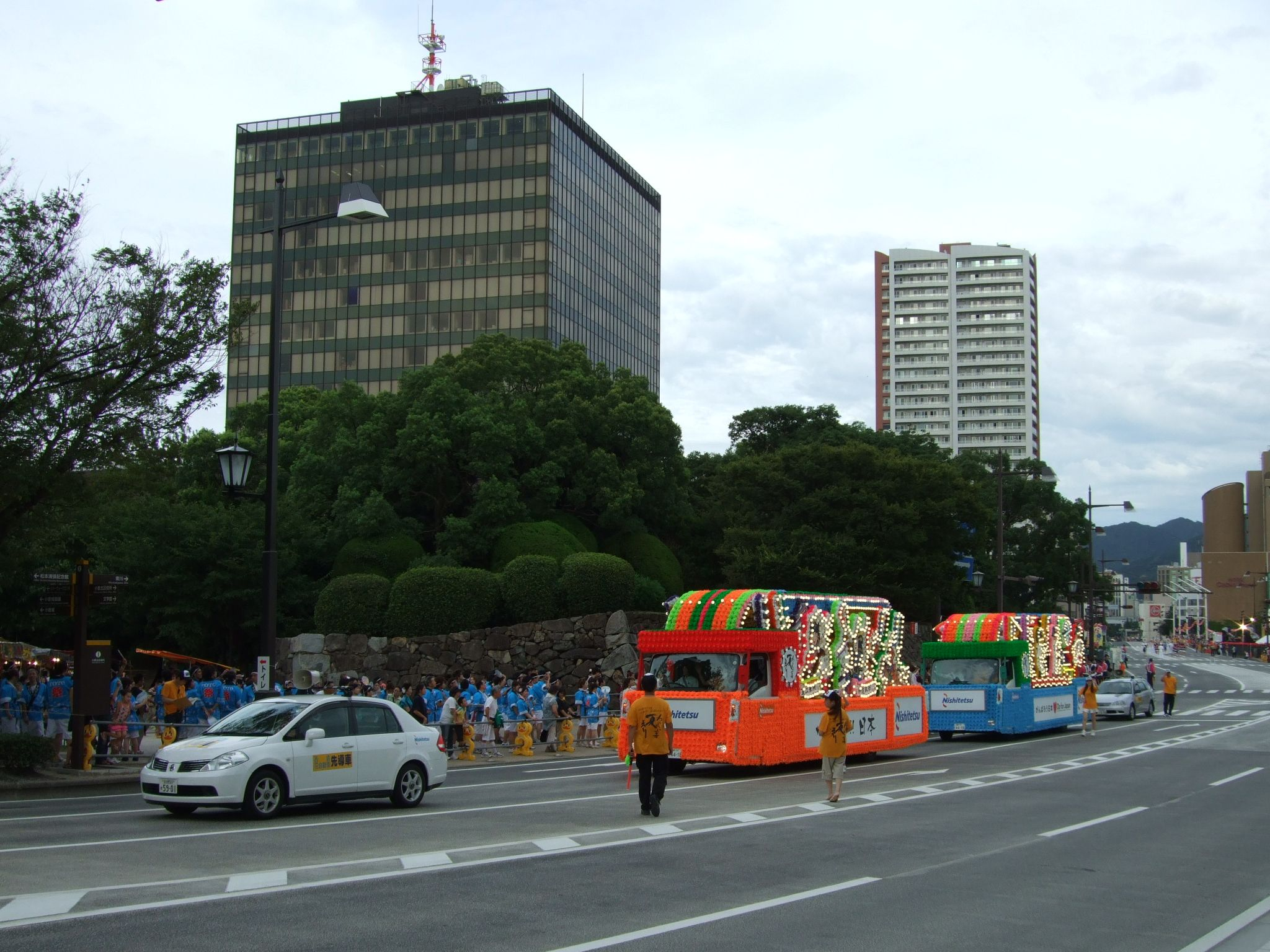
北九州市役所前を走る花自動車

西日本鉄道（西鉄）が造花、電飾などで装飾した専用車両「花自動車」を運行し、祭りを華やかに演出。夜間は電飾によって絢爛豪華に照らされる。なお、この花自動車は5月に博多どんたくで運行したうちの一部を利用している。
1988年の初開催以降、当初は祭り期間中に西鉄北九州線で花電車を運行していた。花電車は地元の小倉北区下到津に工場を持つ東芝や、地元百貨店の井筒屋がスポンサーとして出資していた時期もある。1992年（平成4年）に同線の小倉市街地内の区間が廃止されたため、以降はトラックを改造した車両を花自動車として運行している。架線から直接電力を供給できる電車と違い、自動車用バッテリーを用いるため電力使用量に限りがあり、花電車時代と比べて電飾は地味になっている。

## 花火大会
祭りのフィナーレとして花火大会が行われていた。
毎年、約3,000発が勝山公園から打ち上げられていたが、マンションの増加に伴い苦情が出るようになった。このため2018年より、花火の打ち上げ高さを制限するために花火の小型化が試みられた。
2019年からは、JR小倉駅北側のミクニワールドスタジアム北九州に会場を移して花火大会が行われることとなった。
2022年は、わっしょい百万夏まつり前夜祭　SUGOI花火「QUEEN THE GREATEST FIREWORKS 2022」が開催された。
2023年は、前夜祭企画として、B’zの楽曲と花火が融合した最新型花火エンターテインメント・ショー『B’z ULTRA FIREWORKS』が開催された。